# Planeta de lava
Un planeta de lava és un tipus de planeta terrestre hipotètic, amb una superfície composta sencera o principalment de lava fosa.
Les teories més acceptades sobre les circumstàncies en les quals pot donar-se aquest tipus de planetes són:
- Just després de la seva formació.
- En cas d'haver sofert recentment un gran esdeveniment de col·lisió.
- En cas de tenir una òrbita molt petita respecte al seu estel, que comporte una intensa irradiació i gegantines forces de marea.

## Condicions
És molt probable que els planetes de lava es troben orbitant molt prop del seu estel. En planetes amb òrbites excèntriques, la gravetat de l'estel proper distorsionaria el planeta periòdicament, la qual cosa resultaria en una gran fricció que augmentaria la seva calor interna. Aquest escalfament de marea podria fondre les roques en magma, que després esclataria a través de volcans, en un procés similar al del satèl·lit jovià Io. Io és el món geològicament més actiu del Sistema Solar, amb centenars de punts volcànics i esquerdes de lava. És probable que els exoplanetes que orbiten extremadament prop del seu estel tinguen una activitat volcànica molt superior a la de Ío, portant a alguns astrònoms a emprar el terme súper Ío. A més, en tals circumstàncies aquests planetes registrarien importants nivells de radiació estel·lar, que podria fondre l'escorça de la superfície directament en lava. En un planeta ancorat gravitacionalment podria existir un gran oceà de magma en la seva part il·luminada, llacs de lava en la seva part oculta i fins i tot pluja de roca causada per la condensació de la roca vaporitzada del costat diürn en el nocturn. La massa del planeta també seria un factor a considerar.
L'aparició de les plaques tectòniques als planetes terrestres es relaciona amb la massa planetària, en planetes més massius que la Terra s'espera trobar tectònica de plaques i una intensa activitat volcànica.
Es creu que els protoplanetes tendeixen a tenir una intensa activitat volcànica, fruit de la seva calor interna després de la formació, fins i tot als planetes relativament petits que orbiten lluny dels seus estels. Els planetes de lava també poden resultar d'impactes gegants, típics en els primers milions d'anys després de la formació d'un sistema estel·lar. La teoria del gran impacte, àmpliament acceptada per la comunitat científica com a explicació de l'origen de la Lluna, proposa la col·lisió d'un cos de la grandària de Mart (Tea) amb la Terra, fenomen que sense cap dubte hauria convertit el nostre planeta en un planeta de lava que lentament es va anar refredant fins a desenvolupar una escorça.

## Habitabilitat
Els planetes de lava són extremadament hostils per a la vida tal com la coneixem. Qualsevol organisme present en aquest tipus de planetes hauria d'estar basat en una bioquímica molt diferent a la de les formes de vida terrestres.

## Candidats
L'absència de mons de lava en el Sistema Solar suposa que la seva existència segueixi sent teòrica. Fins i tot Venus, el planeta més calent del sistema solar, amb la seva intensa activitat volcànica i les seves planes de lava solidificada, queda fora d'aquesta categoria planetària. És probable que alguns dels exoplanetes oposats fins avui siguin mons de lava considerant la seva grandària, massa i òrbita; com COROT-7b, Kepler-10b, Alfa Centauri Bb, i Kepler-78b.

## A la ficció
Els planetes de lava han estat representats diverses vegades en pel·lícules de ciència-ficció. Tal és el cas del planeta Mustafar en Star Wars Episodi III: La Venjança dels Sith. El Planeta Excalbia, de la sèrie de televisió Star Trek és un planeta de lava, que és llar d'una avançada civilització amb formes de vida basades en el silici.